# Кростиц
Кростиц (нем. Krostitz) — община в Германии, в земле Саксония. Подчиняется административному округу Лейпциг. Входит в состав района Северная Саксония.
Подчиняется управлению Кростиц. Население составляет 3840 человек (на 31 декабря 2010 года). Занимает площадь 43,83 км².
Община подразделяется на 12 сельских округов.

## Население
| Год  | Численность | Численность |
| ---- | ----------- | ----------- |
| 2017 | 3891        | [ 1 ]       |
| 2019 | 3940        | [ 3 ]       |
| 2021 | 4121        | [ 4 ]       |
| 2022 | 4155        | [ 5 ]       |
| 2023 | 4189        | [ 2 ]       |